# Campionatele EHF de handbal feminin U19 din 2021
Campionatele EHF de handbal feminin U19 din 2021 au fost a doua ediție a acestui eveniment sportiv organizat de Federația Europeană de Handbal (EHF) și s-au desfășurat în două orașe din două țări, Chieti (Italia) și Skopje (Macedonia de Nord).
Începând cu ediția din 2019 a Campionatului European U19 a fost introdus un nou sistem, care a prevăzut trei turnee finale separate: turneul principal din Slovenia, la care au luat parte 16 echipe cel mai bine clasate din punct de vedere al coeficienților EHF, și alte două turnee grupate sub titulatura „Campionatele EHF de handbal feminin U19 din 2021”, organizate în Italia și Macedonia de Nord, la care ar fi trebuit inițial să ia parte un total de 18 echipe cel mai slab clasate din punct de vedere al coeficienților EHF.
Turneul din Italia a avut loc între 12 și 18 iulie 2021, iar cel din Macedonia de Nord între 10 și 18 iulie 2021. Câștigătoarele celor două turnee s-au calificat la Campionatul European U19 din 2023.

## Selecția gazdelor
În februarie 2020, EHF a anunțat oficial că Italia și Macedonia de Nord au trimis oferte de găzduire a celor două turnee. Pe 17 aprilie 2020, Comisia pentru Competiții a EHF a decis să propună Comitetului Executiv acceptarea candidaturilor Italiei și Macedoniei de Nord. Pe 27 aprilie 2020, membrii Comitetului Executiv al EHF, întruniți prin intermediul unei videoconferințe, au anunțat acordarea celor două țări a dreptului de organizare a turneelor. Inițial, sala propusă de partea italiană a fost Palazzetto dello Sport Bella Italia din Lignano Sabbiadoro.

## Sălile
Meciurile campionatului european s-au desfășurat într-o sală din orașul italian Chieti și o sală din orașul macedonean Skopje.
| Italia                                  | Macedonia de Nord                                         |
| Pala Santa Filomena, Chieti Capacitate: | Centrul Sportiv „Jane Sandanski”, Skopje Capacitate: 6500 |
|                                         |                                                           |

## Tragerea la sorți
Selecționatele naționale au fost trase la sorți în câte două grupe preliminare. În Italia, cele două grupe au fost alcătuite inițial din câte patru echipe fiecare, iar în Macedonia de Nord din câte cinci echipe fiecare. Tragerea la sorți a avut loc la sediul EHF din Viena, Austria, pe 10 februarie 2021.

## Turneul din Italia
Cele 10 selecționate naționale au fost distribuite în patru urne valorice de câte două echipe. Distribuția în urne a avut la bază coeficienții valorici ai EHF: urna 1 a fost alcătuită din cele mai bune echipe, în timp ce urna a 4-a a fost formată din echipele cu cei mai slabi coeficienți EHF. Din urne, echipele au fost plasate prin tragere la sorți în două grupe preliminare de câte patru echipe, fiecare grupă cuprinzând câte o echipă din fiecare urnă. 
Distribuția în urnele valorice a fost următoarea:
| Urna 1          | Urna a 2-a        | Urna a 3-a       | Urna a 4-a      |
| --------------- | ----------------- | ---------------- | --------------- |
| Spania · Serbia | Lituania · Italia | Georgia · Turcia | Israel · Italia |

Ulterior, Georgia s-a retras din competiție, iar EHF a decis să nu o înlocuiască cu altă echipă. 

### Partide
|  | Echipele calificate în semifinale            |
|  | Echipele concurând în meciurile de clasament |

În urma tragerii la sorți și după retragerea Georgiei au rezultat următoarele grupe preliminare:
Calendarul de mai jos respectă ora de vară EET:

### Grupa A
| Echipa   | M | V | E | Î | GM  | GP  | G   | Pct |
| -------- | - | - | - | - | --- | --- | --- | --- |
| Serbia   | 3 | 3 | 0 | 0 | 101 | 77  | +24 | 6   |
| Italia   | 3 | 2 | 0 | 1 | 100 | 85  | +15 | 4   |
| Bulgaria | 3 | 0 | 1 | 2 | 101 | 117 | −16 | 1   |
| Turcia   | 3 | 0 | 1 | 2 | 90  | 114 | −24 | 1   |

| 12 iulie 2021 18:15 | Serbia       | 37 − 23 | Turcia   | Pala Santa Filomena, Chieti Asistență: 0 Arbitri: Cipov, Klus |
| 12 iulie 2021 18:15 | Mijailović 6 | (17−10) | Yapıcı 5 | Pala Santa Filomena, Chieti Asistență: 0 Arbitri: Cipov, Klus |
| 12 iulie 2021 18:15 | 5× 1×        | Raport  | 5× 2×    | Pala Santa Filomena, Chieti Asistență: 0 Arbitri: Cipov, Klus |

| 12 iulie 2021 20:15 | Italia       | 38 − 32 | Bulgaria  | Pala Santa Filomena, Chieti Asistență: 0 Arbitri: Kulović, Škaljić |
| 12 iulie 2021 20:15 | Eghianruwa 9 | (16−15) | Tomova 16 | Pala Santa Filomena, Chieti Asistență: 0 Arbitri: Kulović, Škaljić |
| 12 iulie 2021 20:15 | 2× 1×        | Raport  | 4× 2×     | Pala Santa Filomena, Chieti Asistență: 0 Arbitri: Kulović, Škaljić |

| 13 iulie 2021 18:00 | Bulgaria  | 29 − 39 | Serbia  | Pala Santa Filomena, Chieti Asistență: 0 Arbitri: Beulakker, Gilis |
| 13 iulie 2021 18:00 | Tomova 14 | (16−17) | Kocić 9 | Pala Santa Filomena, Chieti Asistență: 0 Arbitri: Beulakker, Gilis |
| 13 iulie 2021 18:00 | 5× 2×     | Raport  | 6× 1×   | Pala Santa Filomena, Chieti Asistență: 0 Arbitri: Beulakker, Gilis |

| 13 iulie 2021 20:00 | Turcia     | 27 − 37 | Italia              | Pala Santa Filomena, Chieti Asistență: 0 Arbitri: Fukala, Mohyla |
| 13 iulie 2021 20:00 | Beytekin 6 | (15−16) | Fabbo, Manojlović 7 | Pala Santa Filomena, Chieti Asistență: 0 Arbitri: Fukala, Mohyla |
| 13 iulie 2021 20:00 | 3× 1×      | Raport  | 3× 2×               | Pala Santa Filomena, Chieti Asistență: 0 Arbitri: Fukala, Mohyla |

| 15 iulie 2021 18:00 | Turcia         | 40 − 40 | Bulgaria  | Pala Santa Filomena, Chieti Asistență: 0 Arbitri: Beulakker, Gilis |
| 15 iulie 2021 18:00 | Çelik, Cesur 7 | (18−24) | Tomova 15 | Pala Santa Filomena, Chieti Asistență: 0 Arbitri: Beulakker, Gilis |
| 15 iulie 2021 18:00 | 6× 3×          | Raport  | 6× 1×     | Pala Santa Filomena, Chieti Asistență: 0 Arbitri: Beulakker, Gilis |

| 15 iulie 2021 20:00 | Serbia  | 26 − 25 | Italia        | Pala Santa Filomena, Chieti Asistență: 0 Arbitri: Cipov, Klus |
| 15 iulie 2021 20:00 | Kocić 8 | (13−14) | Manojlović 10 | Pala Santa Filomena, Chieti Asistență: 0 Arbitri: Cipov, Klus |
| 15 iulie 2021 20:00 | 3× 2×   | Raport  | 4× 1×         | Pala Santa Filomena, Chieti Asistență: 0 Arbitri: Cipov, Klus |

### Grupa B
| Echipa   | M | V | E | Î | GM | GP | G   | Pct |
| -------- | - | - | - | - | -- | -- | --- | --- |
| Spania   | 2 | 2 | 0 | 0 | 60 | 35 | +25 | 4   |
| Lituania | 2 | 1 | 0 | 1 | 51 | 42 | +9  | 2   |
| Israel   | 2 | 0 | 0 | 2 | 34 | 68 | −34 | 0   |

| 12 iulie 2021 16:15 | Israel  | 17 − 35 | Spania   | Pala Santa Filomena, Chieti Asistență: 0 Arbitri: Fukala, Mohyla |
| 12 iulie 2021 16:15 | Gerbi 9 | (5−19)  | Amores 7 | Pala Santa Filomena, Chieti Asistență: 0 Arbitri: Fukala, Mohyla |
| 12 iulie 2021 16:15 | 4× 3×   | Raport  | 7× 2×    | Pala Santa Filomena, Chieti Asistență: 0 Arbitri: Fukala, Mohyla |

| 13 iulie 2021 16:00 | Lituania     | 33 − 17 | Israel  | Pala Santa Filomena, Chieti Asistență: 0 Arbitri: Kulović, Škaljić |
| 13 iulie 2021 16:00 | Mackonytė 12 | (14−9)  | Gerbi 6 | Pala Santa Filomena, Chieti Asistență: 0 Arbitri: Kulović, Škaljić |
| 13 iulie 2021 16:00 | 4× 1×        | Raport  | 9× 4×   | Pala Santa Filomena, Chieti Asistență: 0 Arbitri: Kulović, Škaljić |

| 15 iulie 2021 16:00 | Spania         | 25 − 18 | Lituania              | Pala Santa Filomena, Chieti Asistență: 0 Arbitri: Fukala, Mohyla |
| 15 iulie 2021 16:00 | Sánchez Cano 5 | (13−7)  | Andronik, Mackonytė 5 | Pala Santa Filomena, Chieti Asistență: 0 Arbitri: Fukala, Mohyla |
| 15 iulie 2021 16:00 | 7× 1×          | Raport  | 3× 2×                 | Pala Santa Filomena, Chieti Asistență: 0 Arbitri: Fukala, Mohyla |

### Meciul pentru locurile 6–7
| 17 iulie 2021 16:00 | Turcia   | 34 − 29 | Israel  | Pala Santa Filomena, Chieti Asistență: 0 Arbitri: Cipov, Klus |
| 17 iulie 2021 16:00 | Yurcu 8  | (16−12) | Gerbi 7 | Pala Santa Filomena, Chieti Asistență: 0 Arbitri: Cipov, Klus |
| 17 iulie 2021 16:00 | 5× 2× 1× | Raport  | 5× 2×   | Pala Santa Filomena, Chieti Asistență: 0 Arbitri: Cipov, Klus |

### Meciul pentru locurile 5–6
| 18 iulie 2021 15:00 | Bulgaria  | 28 − 36 | Turcia     | Pala Santa Filomena, Chieti Asistență: 0 Arbitri: Beulakker, Gilis |
| 18 iulie 2021 15:00 | Tomova 12 | (13−19) | Beytekin 8 | Pala Santa Filomena, Chieti Asistență: 0 Arbitri: Beulakker, Gilis |
| 18 iulie 2021 15:00 | 5× 1×     | Raport  | 2×         | Pala Santa Filomena, Chieti Asistență: 0 Arbitri: Beulakker, Gilis |

### Meciurile pentru locurile 1–4
|  | Semifinalele         | Semifinalele |               |    | Finala | Finala |
|  |                      |              |               |    |        |        |
|  | 17 iulie 2021, 18:00 |              |               |    |        |        |
|  |                      |              |               |    |        |        |
|  | Serbia               | 23           |               |    |        |        |
|  | Serbia               | 23           | 18 iulie 2021 |    |        |        |
|  | Lituania             | 24           |               |    |        |        |
|  | Lituania             | 24           | Lituania      | 25 |        |        |
|  | 17 iulie 2021, 20:00 |              | Lituania      | 25 |        |        |
|  |                      | Italia       | 27            |    |        |        |
|  | Spania               | Italia       | 27            | 26 |        |        |
|  | Spania               |              |               | 26 |        |        |
|  | Italia               | 29           |               |    |        |        |
|  | Italia               | 29           | Finala mică   |    |        |        |
|  |                      |              |               |    |        |        |
|  | 18 iulie 2021        |              |               |    |        |        |
|  |                      |              |               |    |        |        |
|  | Serbia               | 23           |               |    |        |        |
|  | Serbia               | 23           |               |    |        |        |
|  | Spania               | 22           |               |    |        |        |

#### Semifinalele
| 17 iulie 2021 18:00 | Serbia      | 23 − 24 | Lituania   | Pala Santa Filomena, Chieti Asistență: 50 Arbitri: Fukala, Mohyla |
| 17 iulie 2021 18:00 | Obrenović 9 | (12−11) | Andronik 7 | Pala Santa Filomena, Chieti Asistență: 50 Arbitri: Fukala, Mohyla |
| 17 iulie 2021 18:00 | 2× 3×       | Raport  | 4× 1×      | Pala Santa Filomena, Chieti Asistență: 50 Arbitri: Fukala, Mohyla |

| 17 iulie 2021 20:00 | Spania    | 26 − 29 | Italia                         | Pala Santa Filomena, Chieti Asistență: 0 Arbitri: Kulović, Škaljić |
| 17 iulie 2021 20:00 | Cadenas 9 | (12−14) | Fabbo, Notarianni, De Santis 5 | Pala Santa Filomena, Chieti Asistență: 0 Arbitri: Kulović, Škaljić |
| 17 iulie 2021 20:00 | 3×        | Raport  | 7× 2×                          | Pala Santa Filomena, Chieti Asistență: 0 Arbitri: Kulović, Škaljić |

#### Finala mică
| 18 iulie 2021 17:00 | Serbia  | 23 − 22 | Spania | Pala Santa Filomena, Chieti Asistență: 0 Arbitri: Kulović, Škaljić |
| 18 iulie 2021 17:00 | Kocić 6 | (13−11) | Moré 7 | Pala Santa Filomena, Chieti Asistență: 0 Arbitri: Kulović, Škaljić |
| 18 iulie 2021 17:00 | 4× 2×   | Raport  | 2×     | Pala Santa Filomena, Chieti Asistență: 0 Arbitri: Kulović, Škaljić |

#### Finala
| 18 iulie 2021 19:00 | Lituania    | 25 − 27 | Italia              | Pala Santa Filomena, Chieti Asistență: 50 Arbitri: Cipov, Klus |
| 18 iulie 2021 19:00 | Mackonytė 8 | (11−10) | Fabbo, Manojlović 8 | Pala Santa Filomena, Chieti Asistență: 50 Arbitri: Cipov, Klus |
| 18 iulie 2021 19:00 | 3× 2×       | Raport  | 2× 1×               | Pala Santa Filomena, Chieti Asistență: 50 Arbitri: Cipov, Klus |

### Clasament și statistici

#### Clasamentul final
|   | Italia   |
|   | Lituania |
|   | Serbia   |
| 4 | Spania   |
| 5 | Turcia   |
| 6 | Bulgaria |
| 7 | Israel   |

| Actualizat pe 18 iulie 2021: \| Poz. \| Nume \| Echipă \| Goluri \| \| ---- \| -------------------- \| -------- \| ------ \| \| 1 \| Mari Tomova \| Bulgaria \| 57 \| \| 2 \| Stefani Petrova \| Bulgaria \| 37 \| \| 3 \| Ramona Manojlović \| Italia \| 36 \| \| 4 \| Silvija Mackonytė \| Lituania \| 34 \| \| 5 \| Una Obrenović \| Serbia \| 31 \| \| 6 \| Giulia Fabbo \| Italia \| 30 \| \| 6 \| Tamara Kocić \| Serbia \| 30 \| \| 8 \| Mantė Voskresenskaja \| Lituania \| 25 \| \| 9 \| Shira Gerbi \| Israel \| 22 \| \| 10 \| Şükran Beytekin \| Turcia \| 21 \| \| 10 \| Bevelyn Eghianruwa \| Italia \| 21 \| \| 10 \| Deniz Yurcu \| Turcia \| 21 \| | Echipa ideală a fost anunțată pe 18 iulie 2021: Jucătoarea competiției (MVP) - Ramona Manojlović (ITA) Cea mai bună marcatoare (golgheter) - Mari Tomova (BUL) (57 de goluri) Cea mai bună apărătoare - Marija Ilić (SRB) Echipa ideală a Campionatului European - Portar: Skirmantė Gečaitė (LTU) - Extremă stânga: Dominyka Andronik (LTU) - Inter stânga: Lana Mijailović (SRB) - Centru: Nerea Canas (SPA) - Pivot: Bevelyn Eghianruwa (ITA) - Inter dreapta: Giulia Fabbo (ITA) - Extremă dreapta: Mantė Voskresenskaja (LTU) |          |        |
| Poz. | Nume | Echipă   | Goluri |
| 1 | Mari Tomova | Bulgaria | 57     |
| 2 | Stefani Petrova | Bulgaria | 37     |
| 3 | Ramona Manojlović | Italia   | 36     |
| 4 | Silvija Mackonytė | Lituania | 34     |
| 5 | Una Obrenović | Serbia   | 31     |
| 6 | Giulia Fabbo | Italia   | 30     |
| 6 | Tamara Kocić | Serbia   | 30     |
| 8 | Mantė Voskresenskaja | Lituania | 25     |
| 9 | Shira Gerbi | Israel   | 22     |
| 10 | Şükran Beytekin | Turcia   | 21     |
| 10 | Bevelyn Eghianruwa | Italia   | 21     |
| 10 | Deniz Yurcu | Turcia   | 21     |

## Turneul din Macedonia de Nord
Cele 10 selecționate naționale au fost distribuite în cinci urne valorice de câte două echipe. Distribuția în urne a avut la bază coeficienții valorici ai EHF: urna 1 a fost alcătuită din cele mai bune echipe, în timp ce urna a 5-a a fost formată din echipele cu cei mai slabi coeficienți EHF. Din urne, echipele au fost plasate prin tragere la sorți în două grupe preliminare de câte cinci echipe, fiecare grupă cuprinzând câte o echipă din fiecare urnă. 
Distribuția în urnele valorice a fost următoarea:
| Urna 1                  | Urna a 2-a               | Urna a 3-a                  | Urna a 4-a           | Urna a 5-a                             |
| ----------------------- | ------------------------ | --------------------------- | -------------------- | -------------------------------------- |
| Țările de Jos · Islanda | Polonia · Insulele Feroe | Belarus · Macedonia de Nord | Finlanda · Kosovo[a] | Bosnia și Herțegovina · Marea Britanie |

Ulterior, Regatul Unit s-a retras din competiție „din cauza situației actuale a pandemiei de COVID-19, atât în Regatul Unit, cât și în Europa”.

### Partide
|  | Echipele calificate în semifinale            |
|  | Echipele concurând în meciurile de clasament |

În urma tragerii la sorți și după retragerea Regatului Unit au rezultat următoarele grupe preliminare:
Calendarul de mai jos respectă ora de vară EET:

### Grupa A
| Echipa   | M | V | E | Î | GM | GP | G   | Pct |
| -------- | - | - | - | - | -- | -- | --- | --- |
| Belarus  | 3 | 3 | 0 | 0 | 82 | 65 | +17 | 6   |
| Polonia  | 3 | 1 | 1 | 1 | 84 | 74 | +10 | 3   |
| Islanda  | 3 | 1 | 1 | 1 | 76 | 74 | +2  | 3   |
| Finlanda | 3 | 0 | 0 | 3 | 67 | 96 | −29 | 0   |

| 10 iulie 2021 14:00 | Islanda          | 22 − 23 | Belarus               | Centrul Sportiv „Jane Sandanski”, Skopje Asistență: 0 Arbitri: Ilieva, Karbeska |
| 10 iulie 2021 14:00 | Sigurðardóttir 7 | (14−10) | Basevici, Sotnikova 5 | Centrul Sportiv „Jane Sandanski”, Skopje Asistență: 0 Arbitri: Ilieva, Karbeska |
| 10 iulie 2021 14:00 | 5× 4×            | Raport  | 2×                    | Centrul Sportiv „Jane Sandanski”, Skopje Asistență: 0 Arbitri: Ilieva, Karbeska |

| 10 iulie 2021 16:30 | Polonia         | 34 − 23 | Finlanda   | Centrul Sportiv „Jane Sandanski”, Skopje Asistență: 0 Arbitri: Bytyqi, Kasapi |
| 10 iulie 2021 16:30 | Niewiadomska 11 | (19−13) | Sannholm 9 | Centrul Sportiv „Jane Sandanski”, Skopje Asistență: 0 Arbitri: Bytyqi, Kasapi |
| 10 iulie 2021 16:30 | 1× 2×           | Raport  | 8× 1×      | Centrul Sportiv „Jane Sandanski”, Skopje Asistență: 0 Arbitri: Bytyqi, Kasapi |

| 12 iulie 2021 14:00 | Finlanda   | 27 − 30 | Islanda         | Centrul Sportiv „Jane Sandanski”, Skopje Asistență: 0 Arbitri: Bytyqi, Kasapi |
| 12 iulie 2021 14:00 | Sannholm 6 | (15−17) | Elvarsdóttir 10 | Centrul Sportiv „Jane Sandanski”, Skopje Asistență: 0 Arbitri: Bytyqi, Kasapi |
| 12 iulie 2021 14:00 | 5× 1×      | Raport  | 3×              | Centrul Sportiv „Jane Sandanski”, Skopje Asistență: 0 Arbitri: Bytyqi, Kasapi |

| 12 iulie 2021 16:30 | Belarus  | 27 − 26 | Polonia      | Centrul Sportiv „Jane Sandanski”, Skopje Asistență: 0 Arbitri: Ilieva, Karbeska |
| 12 iulie 2021 16:30 | Sivuha 7 | (8−10)  | Domagalska 8 | Centrul Sportiv „Jane Sandanski”, Skopje Asistență: 0 Arbitri: Ilieva, Karbeska |
| 12 iulie 2021 16:30 | 4× 2× 1× | Raport  | 3× 1×        | Centrul Sportiv „Jane Sandanski”, Skopje Asistență: 0 Arbitri: Ilieva, Karbeska |

| 15 iulie 2021 14:00 | Belarus                    | 32 − 17 | Finlanda   | Centrul Sportiv „Jane Sandanski”, Skopje Asistență: 0 Arbitri: Bytyqi, Kasapi |
| 15 iulie 2021 14:00 | Karotceanka, Petracikova 5 | (17−10) | Härkönen 4 | Centrul Sportiv „Jane Sandanski”, Skopje Asistență: 0 Arbitri: Bytyqi, Kasapi |
| 15 iulie 2021 14:00 | 4× 1×                      | Raport  | 6× 1×      | Centrul Sportiv „Jane Sandanski”, Skopje Asistență: 0 Arbitri: Bytyqi, Kasapi |

| 15 iulie 2021 16:30 | Islanda          | 24 − 24 | Polonia        | Centrul Sportiv „Jane Sandanski”, Skopje Asistență: 0 Arbitri: Ilieva, Karbeska |
| 15 iulie 2021 16:30 | Sigurðardóttir 8 | (11−13) | Niewiadomska 7 | Centrul Sportiv „Jane Sandanski”, Skopje Asistență: 0 Arbitri: Ilieva, Karbeska |
| 15 iulie 2021 16:30 | 4× 3×            | Raport  | 1×             | Centrul Sportiv „Jane Sandanski”, Skopje Asistență: 0 Arbitri: Ilieva, Karbeska |

### Grupa B
| Echipa                | M | V | E | Î | GM  | GP  | G   | Pct |
| --------------------- | - | - | - | - | --- | --- | --- | --- |
| Insulele Feroe        | 4 | 3 | 1 | 0 | 121 | 71  | +50 | 7   |
| Țările de Jos         | 4 | 3 | 0 | 1 | 143 | 93  | +50 | 6   |
| Macedonia de Nord     | 4 | 2 | 1 | 1 | 121 | 97  | +24 | 5   |
| Kosovo[a]             | 4 | 1 | 0 | 3 | 75  | 148 | −73 | 2   |
| Bosnia și Herțegovina | 4 | 0 | 0 | 4 | 91  | 142 | −51 | 0   |

| 10 iulie 2021 19:00 | Țările de Jos         | 53 − 14 | Kosovo                | Centrul Sportiv „Jane Sandanski”, Skopje Asistență: 0 Arbitri: Loșak, Șaibakov |
| 10 iulie 2021 19:00 | Molenaar, Steverink 9 | (30−6)  | Milatović, M. Mulaj 4 | Centrul Sportiv „Jane Sandanski”, Skopje Asistență: 0 Arbitri: Loșak, Șaibakov |
| 10 iulie 2021 19:00 | 2× 1×                 | Raport  | 3×                    | Centrul Sportiv „Jane Sandanski”, Skopje Asistență: 0 Arbitri: Loșak, Șaibakov |

| 10 iulie 2021 21:30 | Macedonia de Nord | 39 − 28 | Bosnia și Herțegovina | Centrul Sportiv „Jane Sandanski”, Skopje Asistență: 0 Arbitri: Pîrvu, Potîrniche |
| 10 iulie 2021 21:30 | Minovska 10       | (17−12) | Cipetić 8             | Centrul Sportiv „Jane Sandanski”, Skopje Asistență: 0 Arbitri: Pîrvu, Potîrniche |
| 10 iulie 2021 21:30 | 7× 3×             | Raport  | 6× 1×                 | Centrul Sportiv „Jane Sandanski”, Skopje Asistență: 0 Arbitri: Pîrvu, Potîrniche |

| 11 iulie 2021 19:00 | Kosovo       | 15 − 34 | Insulele Feroe | Centrul Sportiv „Jane Sandanski”, Skopje Asistență: 0 Arbitri: Loșak, Șaibakov |
| 11 iulie 2021 19:00 | D. Istrefi 5 | (2−17)  | Mittún 6       | Centrul Sportiv „Jane Sandanski”, Skopje Asistență: 0 Arbitri: Loșak, Șaibakov |
| 11 iulie 2021 19:00 | 4×           | Raport  | 5× 1×          | Centrul Sportiv „Jane Sandanski”, Skopje Asistență: 0 Arbitri: Loșak, Șaibakov |

| 11 iulie 2021 21:30 | Bosnia și Herțegovina | 25 − 39 | Țările de Jos | Centrul Sportiv „Jane Sandanski”, Skopje Asistență: 0 Arbitri: Antașev, Musatov |
| 11 iulie 2021 21:30 | Lerić 8               | (13−18) | Steverink 7   | Centrul Sportiv „Jane Sandanski”, Skopje Asistență: 0 Arbitri: Antașev, Musatov |
| 11 iulie 2021 21:30 | 3× 2×                 | Raport  | 5× 2×         | Centrul Sportiv „Jane Sandanski”, Skopje Asistență: 0 Arbitri: Antașev, Musatov |

| 12 iulie 2021 19:00 | Kosovo  | 30 − 28 | Bosnia și Herțegovina | Centrul Sportiv „Jane Sandanski”, Skopje Asistență: 0 Arbitri: Pîrvu, Potîrniche |
| 12 iulie 2021 19:00 | Fetaj 8 | (14−17) | Cipetić 7             | Centrul Sportiv „Jane Sandanski”, Skopje Asistență: 0 Arbitri: Pîrvu, Potîrniche |
| 12 iulie 2021 19:00 | 6× 3×   | Raport  | 5× 1×                 | Centrul Sportiv „Jane Sandanski”, Skopje Asistență: 0 Arbitri: Pîrvu, Potîrniche |

| 12 iulie 2021 21:30 | Insulele Feroe | 24 − 24 | Macedonia de Nord | Centrul Sportiv „Jane Sandanski”, Skopje Asistență: 0 Arbitri: Antașev, Musatov |
| 12 iulie 2021 21:30 | Pálsdóttir 5   | (13−14) | Jankulovska 8     | Centrul Sportiv „Jane Sandanski”, Skopje Asistență: 0 Arbitri: Antașev, Musatov |
| 12 iulie 2021 21:30 | 4× 2× 1×       | Raport  | 2× 1×             | Centrul Sportiv „Jane Sandanski”, Skopje Asistență: 0 Arbitri: Antașev, Musatov |

| 14 iulie 2021 19:00 | Insulele Feroe | 34 − 10 | Bosnia și Herțegovina | Centrul Sportiv „Jane Sandanski”, Skopje Asistență: 0 Arbitri: Loșak, Șajbakov |
| 14 iulie 2021 19:00 | Mittún 12      | (18−4)  | Lovrić 4              | Centrul Sportiv „Jane Sandanski”, Skopje Asistență: 0 Arbitri: Loșak, Șajbakov |
| 14 iulie 2021 19:00 | 5×             | Raport  | 2×                    | Centrul Sportiv „Jane Sandanski”, Skopje Asistență: 0 Arbitri: Loșak, Șajbakov |

| 14 iulie 2021 21:30 | Macedonia de Nord | 25 − 29 | Țările de Jos | Centrul Sportiv „Jane Sandanski”, Skopje Asistență: 0 Arbitri: Pîrvu, Potîrniche |
| 14 iulie 2021 21:30 | Kolarovska 7      | (14−12) | Molenaar 9    | Centrul Sportiv „Jane Sandanski”, Skopje Asistență: 0 Arbitri: Pîrvu, Potîrniche |
| 14 iulie 2021 21:30 | 8× 1×             | Raport  | 6× 2×         | Centrul Sportiv „Jane Sandanski”, Skopje Asistență: 0 Arbitri: Pîrvu, Potîrniche |

| 15 iulie 2021 19:00 | Țările de Jos | 22 − 29 | Insulele Feroe | Centrul Sportiv „Jane Sandanski”, Skopje Asistență: 0 Arbitri: Loșak, Șaibakov |
| 15 iulie 2021 19:00 | Molenaar 8    | (8−17)  | Mittún 10      | Centrul Sportiv „Jane Sandanski”, Skopje Asistență: 0 Arbitri: Loșak, Șaibakov |
| 15 iulie 2021 19:00 | 6× 1×         | Raport  | 5× 1×          | Centrul Sportiv „Jane Sandanski”, Skopje Asistență: 0 Arbitri: Loșak, Șaibakov |

| 15 iulie 2021 21:30 | Macedonia de Nord | 33 − 16 | Kosovo       | Centrul Sportiv „Jane Sandanski”, Skopje Asistență: 0 Arbitri: Antașev, Musatov |
| 15 iulie 2021 21:30 | Sedloska 8        | (16−7)  | D. Istrefi 5 | Centrul Sportiv „Jane Sandanski”, Skopje Asistență: 0 Arbitri: Antașev, Musatov |
| 15 iulie 2021 21:30 | 2× 1×             | Raport  | 5× 1×        | Centrul Sportiv „Jane Sandanski”, Skopje Asistență: 0 Arbitri: Antașev, Musatov |

### Meciurile pentru locurile 5–8
|  | Semifinalele pentru locurile 5–8 | Semifinalele pentru locurile 5–8 |                            |    | Meciul pentru locurile 7–8 | Meciul pentru locurile 7–8 |
|  |                                  |                                  |                            |    |                            |                            |
|  | 17 iulie 2021, 13:30             |                                  |                            |    |                            |                            |
|  |                                  |                                  |                            |    |                            |                            |
|  | Islanda                          | 37                               |                            |    |                            |                            |
|  | Islanda                          | 37                               | 18 iulie 2021, 14:00       |    |                            |                            |
|  | Kosovo                           | 23                               |                            |    |                            |                            |
|  | Kosovo                           | 23                               | Islanda                    | 32 |                            |                            |
|  | 17 iulie 2021, 16:00             |                                  | Islanda                    | 32 |                            |                            |
|  |                                  | Macedonia de Nord                | 30                         |    |                            |                            |
|  | Macedonia de Nord                | Macedonia de Nord                | 30                         | 31 |                            |                            |
|  | Macedonia de Nord                |                                  |                            | 31 |                            |                            |
|  | Finlanda                         | 25                               |                            |    |                            |                            |
|  | Finlanda                         | 25                               | Meciul pentru locurile 5–6 |    |                            |                            |
|  |                                  |                                  |                            |    |                            |                            |
|  | 18 iulie 2021, 11:30             |                                  |                            |    |                            |                            |
|  |                                  |                                  |                            |    |                            |                            |
|  | Kosovo                           | 26                               |                            |    |                            |                            |
|  | Kosovo                           | 26                               |                            |    |                            |                            |
|  | Finlanda                         | 39                               |                            |    |                            |                            |

#### Semifinalele pentru locurile 5–8
| 17 iulie 2021 13:30 | Islanda                      | 37 − 23 | Kosovo   | Centrul Sportiv „Jane Sandanski”, Skopje Asistență: 0 Arbitri: Ilieva, Karbeska |
| 17 iulie 2021 13:30 | Bjarkadóttir, Magnúsdóttir 5 | (16−10) | Mulaj 12 | Centrul Sportiv „Jane Sandanski”, Skopje Asistență: 0 Arbitri: Ilieva, Karbeska |
| 17 iulie 2021 13:30 | 3×                           | Raport  | 4×       | Centrul Sportiv „Jane Sandanski”, Skopje Asistență: 0 Arbitri: Ilieva, Karbeska |

| 17 iulie 2021 16:00 | Macedonia de Nord         | 31 − 25 | Finlanda      | Centrul Sportiv „Jane Sandanski”, Skopje Asistență: 0 Arbitri: Loșak, Șaibakov |
| 17 iulie 2021 16:00 | Jankulovska, Kolarovska 7 | (11−11) | Reinikainen 5 | Centrul Sportiv „Jane Sandanski”, Skopje Asistență: 0 Arbitri: Loșak, Șaibakov |
| 17 iulie 2021 16:00 | 2× 1×                     | Raport  | 2× 1×         | Centrul Sportiv „Jane Sandanski”, Skopje Asistență: 0 Arbitri: Loșak, Șaibakov |

#### Meciul pentru locurile 7–8
| 18 iulie 2021 11:30 | Kosovo     | 26 − 39 | Finlanda    | Centrul Sportiv „Jane Sandanski”, Skopje Asistență: 0 Arbitri: Loșak, Șaibakov |
| 18 iulie 2021 11:30 | Nivokazi 7 | (7−19)  | Sannholm 11 | Centrul Sportiv „Jane Sandanski”, Skopje Asistență: 0 Arbitri: Loșak, Șaibakov |
| 18 iulie 2021 11:30 | 4×         | Raport  | 1× 2×       | Centrul Sportiv „Jane Sandanski”, Skopje Asistență: 0 Arbitri: Loșak, Șaibakov |

#### Meciul pentru locurile 5–6
| 18 iulie 2021 14:00 | Islanda                   | 32 − 30 (Prel.) | Macedonia de Nord | Centrul Sportiv „Jane Sandanski”, Skopje Asistență: 0 Arbitri: Antașev, Musatov |
| 18 iulie 2021 14:00 | Elvarsdóttir 9            | (16−13)         | Djatevska 6       | Centrul Sportiv „Jane Sandanski”, Skopje Asistență: 0 Arbitri: Antașev, Musatov |
| 18 iulie 2021 14:00 | 4× 1×                     | Raport          | 2×                | Centrul Sportiv „Jane Sandanski”, Skopje Asistență: 0 Arbitri: Antașev, Musatov |
| 18 iulie 2021 14:00 | FT: 28−28 Prel.: 0−0, 4−2 |                 |                   | Centrul Sportiv „Jane Sandanski”, Skopje Asistență: 0 Arbitri: Antașev, Musatov |

### Meciurile pentru locurile 1–4
|  | Semifinalele         | Semifinalele |                      |    | Finala | Finala |
|  |                      |              |                      |    |        |        |
|  | 17 iulie 2021, 18:30 |              |                      |    |        |        |
|  |                      |              |                      |    |        |        |
|  | Belarus              | 22           |                      |    |        |        |
|  | Belarus              | 22           | 18 iulie 2021, 19:00 |    |        |        |
|  | Țările de Jos        | 25           |                      |    |        |        |
|  | Țările de Jos        | 25           | Țările de Jos        | 26 |        |        |
|  | 17 iulie 2021, 21:00 |              | Țările de Jos        | 26 |        |        |
|  |                      | Polonia      | 23                   |    |        |        |
|  | Insulele Feroe       | Polonia      | 23                   | 21 |        |        |
|  | Insulele Feroe       |              |                      | 21 |        |        |
|  | Polonia              | 24           |                      |    |        |        |
|  | Polonia              | 24           | Finala mică          |    |        |        |
|  |                      |              |                      |    |        |        |
|  | 18 iulie 2021, 16:30 |              |                      |    |        |        |
|  |                      |              |                      |    |        |        |
|  | Belarus              | 27           |                      |    |        |        |
|  | Belarus              | 27           |                      |    |        |        |
|  | Insulele Feroe       | 25           |                      |    |        |        |

#### Semifinalele
| 17 iulie 2021 18:30 | Belarus                     | 22 − 25 (Prel.) | Țările de Jos | Centrul Sportiv „Jane Sandanski”, Skopje Asistență: 0 Arbitri: Pîrvu, Potîrniche |
| 17 iulie 2021 18:30 | Sivuha 8                    | (13–11)         | Molenaar 6    | Centrul Sportiv „Jane Sandanski”, Skopje Asistență: 0 Arbitri: Pîrvu, Potîrniche |
| 17 iulie 2021 18:30 | 3× 1×                       | Raport          | 7× 1×         | Centrul Sportiv „Jane Sandanski”, Skopje Asistență: 0 Arbitri: Pîrvu, Potîrniche |
| 17 iulie 2021 18:30 | FT: 22 - 22 Prel.: 0-0, 0-3 |                 |               | Centrul Sportiv „Jane Sandanski”, Skopje Asistență: 0 Arbitri: Pîrvu, Potîrniche |

| 17 iulie 2021 21:00 | Insulele Feroe  | 21 − 24 | Polonia      | Centrul Sportiv „Jane Sandanski”, Skopje Asistență: 0 Arbitri: Bytyqi, Kasapi |
| 17 iulie 2021 21:00 | Mittún, Olsen 5 | (10−10) | Domagalska 5 | Centrul Sportiv „Jane Sandanski”, Skopje Asistență: 0 Arbitri: Bytyqi, Kasapi |
| 17 iulie 2021 21:00 | 5× 2× 1×        | Raport  | 3× 2×        | Centrul Sportiv „Jane Sandanski”, Skopje Asistență: 0 Arbitri: Bytyqi, Kasapi |

#### Finala mică
| 18 iulie 2021 16:30 | Belarus    | 27 − 25 | Insulele Feroe | Centrul Sportiv „Jane Sandanski”, Skopje Asistență: 0 Arbitri: Pîrvu, Potîrniche |
| 18 iulie 2021 16:30 | Vakulici 7 | (13−10) | Mittún 9       | Centrul Sportiv „Jane Sandanski”, Skopje Asistență: 0 Arbitri: Pîrvu, Potîrniche |
| 18 iulie 2021 16:30 | 4× 1×      | Raport  | 3× 2×          | Centrul Sportiv „Jane Sandanski”, Skopje Asistență: 0 Arbitri: Pîrvu, Potîrniche |

#### Finala
| 18 iulie 2021 19:00 | Țările de Jos | 26 − 23 | Polonia     | Centrul Sportiv „Jane Sandanski”, Skopje Asistență: 0 Arbitri: Ilieva, Karbeska |
| 18 iulie 2021 19:00 | Molenaar 11   | (16−9)  | Jureńczyk 7 | Centrul Sportiv „Jane Sandanski”, Skopje Asistență: 0 Arbitri: Ilieva, Karbeska |
| 18 iulie 2021 19:00 | 4× 1×         | Raport  | 5× 1×       | Centrul Sportiv „Jane Sandanski”, Skopje Asistență: 0 Arbitri: Ilieva, Karbeska |

### Clasament și statistici

#### Clasamentul final
|   | Țările de Jos         |
|   | Polonia               |
|   | Belarus               |
| 4 | Insulele Feroe        |
| 5 | Islanda               |
| 6 | Macedonia de Nord     |
| 7 | Finlanda              |
| 8 | Kosovo                |
| 9 | Bosnia și Herțegovina |

| Actualizat pe 18 iulie 2021: \| Poz. \| Nume \| Echipă \| Goluri \| \| ---- \| ---------------------- \| ----------------- \| ------ \| \| 1 \| Catharina Molenaar \| Țările de Jos \| 48 \| \| 2 \| Jana Mittún \| Insulele Feroe \| 44 \| \| 3 \| Angela Jankulovska \| Macedonia de Nord \| 36 \| \| 4 \| Maja Sannholm \| Finlanda \| 33 \| \| 5 \| Jóhanna Sigurðardóttir \| Islanda \| 31 \| \| 5 \| Romé Steverink \| Țările de Jos \| 31 \| \| 7 \| Rakel Elvarsdóttir \| Islanda \| 30 \| \| 8 \| Elisa Mulaj \| Kosovo \| 29 \| \| 9 \| Sara Minovska \| Macedonia de Nord \| 28 \| \| 9 \| Anastasia Sivuha \| Belarus \| 28 \| | Echipa ideală a fost anunțată pe 18 iulie 2021: Jucătoarea competiției (MVP) - Catharina Molenaar (NED) Cea mai bună marcatoare (golgheter) - Catharina Molenaar (NED) (48 de goluri) Cea mai bună apărătoare - Brit Maarschalkerweerd (NED) Echipa ideală a Campionatului European - Portar: Rakul Wardum (FAR) - Extremă stânga: Sara Minovska (MKD) - Inter stânga: Catharina Molenaar (NED) - Centru: Julia Niewiadomska (POL) - Pivot: Fanny Reikainen (FIN) - Inter dreapta: Anastasia Sivuha (BLR) - Extremă dreapta: Rakel Elvarsdóttir (ISL) |                   |        |
| Poz. | Nume | Echipă            | Goluri |
| 1 | Catharina Molenaar | Țările de Jos     | 48     |
| 2 | Jana Mittún | Insulele Feroe    | 44     |
| 3 | Angela Jankulovska | Macedonia de Nord | 36     |
| 4 | Maja Sannholm | Finlanda          | 33     |
| 5 | Jóhanna Sigurðardóttir | Islanda           | 31     |
| 5 | Romé Steverink | Țările de Jos     | 31     |
| 7 | Rakel Elvarsdóttir | Islanda           | 30     |
| 8 | Elisa Mulaj | Kosovo            | 29     |
| 9 | Sara Minovska | Macedonia de Nord | 28     |
| 9 | Anastasia Sivuha | Belarus           | 28     |